# 余治明
余治明(1994年7月9日—)，中華民國政治人物，中國國民黨籍，基隆市人，現任基隆市政府發言人，基隆市青工總會第十四屆總會長、基隆Podcast主持人、奔騰思潮筆者，曾任天主教輔仁大學業界講師、馬英九文教基金會第三期學員、華視配音班123期學員、中國科技大學第36屆優秀校友。

## 政治背景
2021年畢業於國立臺灣師範大學運動休閒與餐旅管理研究所，4月在國民黨青年部「新住民工作坊」擔任特約研究員發表移工政策論述，5月加入馬英九基金會大九學堂 （页面存档备份，存于）第三期學員。

### 擔任 謝國樑競選辦公室發言人
2022年2月，投入輔選基隆市長參選人謝國樑，出任競選辦公室發言人，處理媒體與新媒體事務，選戰期間多次與蔡適應陣營論戰。11月26日基隆市長選舉由謝國樑勝選，謝國樑於12月7日在媒體受訪時，正式指派余治明是基隆市府發言人。

2022年9月30日，黃國昌踢爆立委蔡適應涉嫌施壓國防部，賤賣「林口干城二村」眷地，圖利黑道建商。余治明說，蔡適應利用國防召委的身分濫用職權，逕自召開協調會，把行政院「毋須再處分」的指示，解釋為「建議」，推翻行政院指示，逼迫國防部改變立場，使本不販售的眷村地，讓建商競標，余批評蔡適應「好大的官威！」

2022年10月7日，民進黨基隆市黨部在安樂區自強隧道旁的國有土地樹立競選看板，余治明痛批，在國有地架看板已涉及違法，還因樹木遮擋看板，不惜砍樹「破壞水土生態」，東窗事發後，連夜拆除看板，簡直「作賊心虛」。當天下午民進黨市黨部主委蘇仁和致歉表示，廠商有提供竹架看板位置，處理過程中廠商有修剪樹欉，若有不妥之處，深感抱歉。

2022年11月28日，余治明質疑，違法看板王就是蔡適應，基隆市多處國有土地已佈滿違法看板，圖片幾乎都是蔡適應與林右昌的合照，拿市長當門神，呼籲不要為難基隆市的基層公務員。

### 擔任 國民黨基隆市青工總會長
2023年4月15日，余治明擔任國民黨基隆市黨部第十四屆青年工作委員會總會長一職，提出「在地認同、社會公益、青年培力」12字工作方略，要替國民黨的青年，打下扎實的理論與實用基礎，培養優秀的黨內人才。

任內舉辦多場青年培訓課程，邀請記者、發言人、影像講師等授課傳授技能，培養新聞撰寫、主持技巧、短影音製作等能力。同時，鼓勵青工會成員針對各類社會議題發表媒體投書，增進論述能力。

備戰2024總統暨立委大選期間，基隆青工總會於2023年10月28日舉辦「總統候選人侯友宜兼立委候選人林沛祥青年後援會成立大會」，近百名青年響應。

2024年1月11日，選戰前夕，基隆青工總會號召基隆青年，在基隆循環站街頭開講，宣揚政策理念，受到現場民眾與學生歡迎，成功為侯友宜與林沛祥拉抬聲勢。同月13日，林沛祥以91,986票，當選基隆市立委，基隆總統票侯友宜贏賴清德8000多票。

2024年4月3日，馬英九前總統第二次出訪大陸，余治明以總會長身分接受媒體訪問時表示，馬英九訪陸可示範給準總統賴清德看，兩岸不用惡意態度，可擺脫蔡英文過去執政的立場包袱，應用友善的角度來看，只要願意釋出善意，兩岸關係就能前進一大步，馬英九是這樣關鍵的決策，可啟蒙給賴清德看，兩岸若走蔡政府的兩岸政策老路，只會把“中華民國”的格局做小。

## 發表社會議題
隨著《性別工作平等法》修訂，女性移工權益雖獲得法律上的保障，卻未考量僱主能否願意負擔的實際問題，使得法令無法順利推行。余治明認為，應避免將移工權益的重擔全壓在僱主身上，他主張幫傭、看護等非營利單位雇用女性移工如若懷孕，政府應當適量補貼。
台電預計在基隆外木山改建第四天然氣接收站 （页面存档备份，存于）(四接)，余治明認為天然氣將產生高昂的燃燒成本，不僅會反映在民生物價，也有天然氣儲量限制問題，過度依賴海運船隻如遭海面封鎖，將對全台用電造成隱憂，同時廠房建置將犧牲基隆海岸生態環境作為代價。
新版108課綱去中國化，將高中歷史課本「編年史」，改為「主題式」教學，余治明憂慮執政黨企圖淡化、支解中國史，使學生在學習中缺乏完整的學習連貫性，並以去中國化的「台灣本位主義」去學習歷史，在教育中洗腦，灌輸學生執政黨想要形塑的意識形態。
2021年蔡英文在國慶典禮上，將「中華民國國慶日」的英文更改為「Taiwan National Day」，即臺灣國慶日，余治明認為從憲法與該條例之體例結構來看，中華民國其實還包括「大陸地區」。余治明痛批，如果蔡英文真的不喜歡中華民國，為何不辭去中華民國總統一職，或是發動變更國號的修憲行動。